# Burghley House
Burghley House er et slot fra 1500-tallet ved Stamford i Lincolnshire i England. Det er et af de fineste eksempler på engelsk 1500-talsarkitektur.
Grænsen til grevskabet Lincolnshire går mellem Stamford og Burghley House, og selve ejendommen ligger i dag i Cambridgeshire.
Slottet blev bygget for Sir William Cecil, senere baron Burghley, som var dronning Elizabeth 1. af Englands primære rådgiver under det meste af hendes styre. Bygningen var inspireret af Richmond Palace
Senere var Bughley House sæde for Cecils efterkommere, jarlerne og markiserne af Exeter. I dag ejes slottet af en stiftelse oprettet af familien. Lady Victoria Leatham, datter af David Cecil, 6. markis af Exeter og en kendt antikvitetsekspert og TV-personlighed, boede i ejendommen til 2007.
Parken er udformet af landskabsarkitekten "Capability" Brown.
Hvert år afholdes militarykonkurrencen Burghley Horse Trials.

## Filmlokation
Ejendommen er kulisse i flere film og tv-serier. Dette tæller:
Treasure Houses of Britain (1985); Middlemarch (1994); Antiques Roadshow (1998, 2009); Stolthed og fordom (2005); Da Vinci Mysteriet (2006); Castle in the Country (2006);Elizabeth: The Golden Age (2007); How We Built Britain (2007); Climbing Great Buildings (2010); Royal Upstairs Downstairs (2011); Housefull 2: The Dirty Dozen (2012); The Crown (2016); Top Gear (2018); Mortimer & Whitehouse: Gone Fishing (2021); og The Flash (2023).